# Grupo de Ejércitos Norte
El Grupo de Ejércitos Norte (en alemán: Heeresgruppe Nord) fue una formación estratégica de un grupo de ejércitos de campaña subordinado al OKH alemán durante la Segunda Guerra Mundial. Este grupo de ejércitos fue creado para coordinar las operaciones de cuerpos de ejército, formaciones de reserva, servicios de retaguardia y logística durante la invasión de Polonia, coordinando acciones con el Grupo de Ejércitos Sur. Fue creado el 2 de septiembre de 1939, como consecuencia de la reorganización del 2.º Ejército. Su primer comandante en jefe fue el general Fedor von Bock.
Al comenzar la Operación Barbarroja, fue uno de los tres grupos de ejército operativos, junto con el Grupo de Ejércitos Centro y el Grupo de Ejércitos Sur, creado a partir del Grupo de Ejércitos C. Su área de acción se definió en la zona de los países bálticos, norte de Bielorrusia y región noroeste de Rusia, teniendo como objetivo la toma de Leningrado.
Al momento de producirse la invasión de la Unión Soviética, el grupo estaba formado por 21 divisiones de infantería, 5 divisiones de infantería motorizada y 3 divisiones Panzer:
Grupo de Ejércitos Norte: Mariscal de Campo Wilhelm Ritter von Leeb
- 16.º Ejército: Mariscal de Campo Ernst Busch

- 18.º Ejército: Mariscal de Campo Georg von Küchler

- 4.º Grupo Panzer: Coronel General Erich Hoepner

- 1.ª Flota Aérea: General Karl Koller

## Comandantes
| N.º | Retrato | Comandante                                               | Desde                | Hasta               |
| --- | ------- | -------------------------------------------------------- | -------------------- | ------------------- |
| 1   |         | Generalfeldmarschall Fedor von Bock (1880-1945)          | 27 de agosto de 1939 | 20 de junio de 1941 |
| 2   |         | Generalfeldmarschall Wilhelm Ritter von Leeb (1876-1956) | 20 de junio de 1941  | 17 de enero de 1942 |
| 3   |         | Generalfeldmarschall Georg von Küchler (1881-1968)       | 17 de enero de 1942  | 9 de enero de 1944  |
| 4   |         | Generalfeldmarschall Walter Model (1891-1945)            | 9 de enero de 1944   | 31 de marzo de 1944 |
| 5   |         | Generaloberst Georg Lindemann (1884-1963)                | 31 de marzo de 1944  | 4 de julio de 1944  |
| 6   |         | Generaloberst Johannes Frießner (1892-1971)              | 4 de julio de 1944   | 23 de julio de 1944 |
| 7   |         | Generalfeldmarschall Ferdinand Schörner (1892-1973)      | 23 de julio de 1944  | 27 de enero de 1945 |
| 8   |         | Generaloberst Lothar Rendulic (1887-1971)                | 27 de enero de 1945  | 12 de marzo de 1945 |
| 9   |         | Generaloberst Walter Weiß (1890-1967)                    | 12 de marzo de 1945  | 2 de abril de 1945  |